# Escuela austriaca
La escuela austriaca es una escuela de pensamiento económico heterodoxo, que está basada en el individualismo metodológico —el concepto de que los fenómenos sociales resultan de las motivaciones y acciones de los individuos—. Se ha caracterizado por su fuerte crítica hacia las teorías económicas neoclásicas, marxistas, keynesianas y monetaristas. Si bien existen diferentes puntos de vista sobre política económica que pueden tener los austriacos, la escuela austriaca tiende a autodefinirse como «la ciencia económica del libre mercado».
La escuela austriaca se originó en la Viena de finales del siglo XIX y principios del XX, con el trabajo de Carl Menger, Eugen Böhm von Bawerk, Friedrich von Wieser y otros. En su nacimiento se opuso metodológicamente a la Escuela Histórica Prusiana (en una disputa conocida como Methodenstreit) insistiendo, hasta la actualidad, en que la ciencia económica se deriva de la lógica filosófica y que solo se puede desarrollar teoría económica sólida a partir de principios lógicos fundamentales. Los economistas actuales que trabajan en esta tradición están ubicados en muchos países diferentes, pero su trabajo aún se conoce como «economía austriaca». Entre las contribuciones teóricas de los primeros años de la escuela austriaca se encuentran la teoría del valor subjetivo, el marginalismo en la teoría de los precios y la formulación del problema del cálculo económico, cada una de las cuales se ha convertido en una parte aceptada de la economía ortodoxa.
Desde mediados del siglo XX, los economistas tradicionales han criticado la escuela austriaca moderna y consideran que su metodología que rechaza elaborar teoría económica desde los modelos matemáticos, la econometría y el análisis macroeconómico está fuera de la economía convencional, o es «heterodoxa». La escuela austriaca atrajo un renovado interés en la década de 1970 después de que Friedrich Hayek compartió el Premio Nobel de Ciencias Económicas de 1974 y luego de la crisis financiera mundial de 2008.

## Historia

### Etimología
La escuela austriaca deriva su nombre de la identidad de sus fundadores y primeros partidarios, quienes eran ciudadanos del Imperio austrohúngaro, incluyendo Carl Menger, Eugen von Böhm-Bawerk, Ludwig von Mises y Friedrich Hayek. En 1883, Menger publicó Investigaciones en el método de las ciencias sociales con referencia especial a la economía, en donde atacó los métodos de la Escuela historicista alemana. Gustav von Schmoller, un líder de la Escuela historicista respondió con una reseña desfavorable, en la cual acuñó el término «Escuela austriaca» en un intento de caracterizar a la escuela como provinciana. La etiqueta perduró y fue adoptada por los propios adherentes.

### Antecedentes

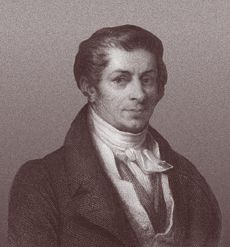
Jean-Baptiste Say

Ludwig von Mises sostiene que históricamente la escuela austriaca es una continuación directa, con las aportaciones propias del enfoque subjetivista de Menger, de los economistas británicos de la Ilustración (economía clásica británica) partidarios de los enfoques de mercado de la economía. Algunos historiadores económicos en ocasiones han establecido paralelismos parciales y anecdóticos de la escuela austriaca con algunas ideas económicas previas a la economía clásica británica y la economía clásica francesa, pero tales paralelismos no deben ser confundidos con una genealogía de ideas de los fundadores de la escuela austriaca.
La economía clásica británica, desarrollada antes del siglo XIX, partía del enfoque individualista metodológico —son los individuos los agentes económicos y no los agregados o colectivos imaginarios— que es antecedente directo de la escuela austriaca, pero a diferencia de esta solía sostener la teoría del valor-trabajo (por la influencia de David Ricardo y Adam Smith; aunque el fundador de la economía clásica británica, David Hume, fundamentaba su teoría del valor en la idea de utilidad de la acción), que afirma que el valor de un bien o servicio depende de la cantidad de trabajo necesario para producirlo. Mientras los economistas clásicos franceses como Jean-Baptiste Say y Frédéric Bastiat —quienes en todo lo demás seguían en términos generales a la economía clásica británica— rechazaron este punto y argumentaron que el valor es subjetivo. A fines del siglo XIX, la atención se dirigió a los conceptos de costo y utilidad marginal donde los precios dependen de estas experiencias subjetivas más que de la idea de oferta y demanda. Los enfoques individualista metodológico, utilitarista de la acción, subjetivista del valor, marginalista de los precios, son generalmente considerados los elementos constitutivos de la escuela austriaca.

### Primera ola

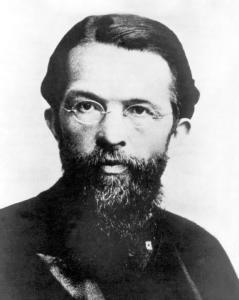
Carl Menger

El libro de 1871 de Carl Menger, Principios de economía política es generalmente considerado el fundador de la escuela austríaca. El libro fue uno de los primeros tratados modernos en adelantar la teoría de la utilidad marginal. La escuela austriaca fue una de las tres corrientes fundadoras de la revolución marginalista (las otras dos fueron la de Jevons en Inglaterra y la de Walras en Suiza) de los años 1870, cuya principal contribución fue la introducción del enfoque marginalista a la economía. Mientras que el marginalismo fue generalmente influyente, había también una escuela más específica que comenzaba a surgir en torno al trabajo de Menger y que llegó a ser conocida como la «Escuela psicológica», «Escuela de Viena» o «Escuela austriaca». La escuela se originó en Viena, en el Imperio austrohúngaro. La escuela debe su nombre a los miembros de la Escuela historicista alemana, quienes criticaron a los austriacos durante la Methodenstreit (debate metodológico), en el cual los austriacos defendieron la confianza que tienen los economistas clásicos en la lógica deductiva.
Las contribuciones de Carl Menger a la teoría económica fue seguida estrechamente por las de Eugen von Böhm-Bawerk y Friedrich von Wieser. Estos tres economistas se convirtieron en la denominada «primera ola» de la escuela austriaca. Böhm-Bawerk escribió extensas críticas a Karl Marx en los años 1880 y 1890, como parte de la participación austriaca en la Methodenstreit de fines del siglo XIX, durante la cual atacó las doctrinas hegelianas de la Escuela historicista.

### Principios delsigloXX
Frank Albert Fetter (1863–1949) fue un líder en los Estados Unidos del pensamiento austriaco. Obtuvo su doctorado en 1894 en la Universidad de Halle y luego fue profesor de economía política y finanzas en Cornell en 1901. Varios importantes economistas austriacos se formaron en la Universidad de Viena en la década de 1920 y luego participaron en seminarios privados realizados por Ludwig von Mises. Estos incluyen a Gottfried Haberler, Friedrich Hayek, Fritz Machlup, Karl Menger (hijo de Carl Menger), Oskar Morgenstern, Paul Rosenstein-Rodan y Abraham Wald, entre otros.
Thorstein Veblen introdujo el término economía neoclásica en su libro Preconcepciones de la ciencia económica (1900) para distinguir a los marginalistas en la tradición de costo objetivo de Alfred Marshall de aquellos en la tradición de valuación subjetiva de la escuela austriaca. Los austriacos desarrollaron un sentido de sí mismos como una escuela distinta de la economía neoclásica durante el debate sobre el cálculo económico con los economistas socialistas. Ludwig von Mises y su estudiante Friedrich Hayek representaron la posición austriaca que defendía que, sin precios monetarios ni propiedad privada, el cálculo económico es virtualmente imposible.

### SigloXXposterior

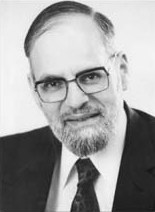
Israel Kirzner

A mediados de la década de 1930, la mayoría de los economistas habían abrazado lo que consideraban las importantes contribuciones de los primeros austriacos. Fritz Machlup citó la afirmación de Hayek de que «el mayor éxito de una escuela es que deja de existir porque sus enseñanzas fundamentales se han convertido en parte del cuerpo general del pensamiento comúnmente aceptado». En algún momento a mediados del siglo XX, se ignoró o burló de la economía austriaca porque rechazaba la construcción de modelos y los métodos matemáticos y estadísticos en el estudio de la economía. El estudiante de Mises, Israel Kirzner, recordó que en 1954, cuando Kirzner estaba realizando su doctorado, no había una escuela austriaca separada como tal. Cuando Kirzner estaba decidiendo a qué escuela de posgrado asistiría, Mises le había aconsejado que aceptara una oferta de admisión en Johns Hopkins porque era una universidad prestigiosa y Fritz Machlup enseñaba allí.
Después de la década de 1940, la economía austriaca se puede dividir en dos escuelas de pensamiento económico y la escuela se «separó» en cierta medida a fines del siglo XX. Un campo de austriacos, ejemplificado por Mises, considera que la metodología neoclásica es irremediablemente defectuosa; el otro campo, ejemplificado por Friedrich Hayek, acepta una gran parte de la metodología neoclásica y acepta más la intervención del Estado en la economía. Henry Hazlitt escribió columnas de economía y editoriales para varias publicaciones y escribió muchos libros sobre el tema de la economía austriaca desde la década de 1930 hasta la década de 1980. El pensamiento de Hazlitt fue influenciado por Mises. Su libro Economía en una lección (1946) vendió más de un millón de copias y también es conocido por The Failure of the New Economics (1959), una crítica línea por línea de la Teoría general de John Maynard Keynes.
La reputación de la escuela austriaca aumentó a finales del siglo XX debido en parte al trabajo de Israel Kirzner y Ludwig Lachmann en la Universidad de Nueva York y al renovado conocimiento público del trabajo de Hayek después de ganar el Premio Nobel de Ciencias de la Economía de 1974. El trabajo de Hayek fue influyente en el renacimiento del pensamiento de laissez faire en el siglo XX. Después de Hayek, uno de los alumnos de Mises, Murray Rothbard, llegó a sobresalir en la teoría austriaca.

### División entre los austriacos contemporáneos

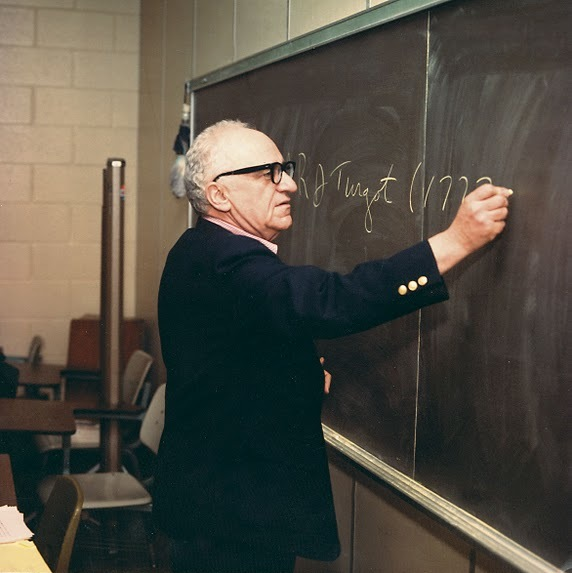
Murray Rothbard.

El economista Leland Yeager discutió la ruptura de finales del siglo XX y se refirió a una discusión escrita por Murray Rothbard, Hans-Hermann Hoppe, Joseph Salerno y otros en los que atacan y desprecian a Hayek. Yeager declaró: «Tratar de abrir una brecha entre Mises y Hayek sobre [el papel del conocimiento en el cálculo económico], especialmente para el desprecio de Hayek, es injusto para estos dos grandes hombres, infiel a la historia del pensamiento económico». Continuó llamando a la ruptura subversiva para el análisis económico y la comprensión histórica de la caída del comunismo en Europa del Este.
En un libro de 1999 publicado por el Instituto Ludwig von Mises (Instituto Mises), Hoppe afirmó que Rothbard era el líder de la «corriente principal de la economía austriaca» y comparó a Rothbard con el Premio Nobel Friedrich Hayek, a quien identificó como un empirista británico y un oponente del pensamiento racionalista continental de Mises y Rothbard. Hoppe reconoció que Hayek era el economista austriaco más prominente dentro de la academia, pero declaró que Hayek era un opositor de la tradición austriaca que llevó de Carl Menger y Böhm-Bawerk a través de Mises a Rothbard. El economista austriaco Walter Block dice que la escuela austriaca puede distinguirse de otras escuelas de pensamiento económico a través de dos categorías: teoría económica y teoría política. Según Block, si bien Hayek puede considerarse un economista austriaco, sus puntos de vista sobre la teoría política chocan con la teoría política libertaria que Block ve como parte integrante de la escuela austriaca.
Sin embargo, ambas críticas de Hoppe y Block a Hayek parecen aplicarse también al fundador de la escuela austriaca Carl Menger. Hoppe enfatiza que Hayek, que para él es de la tradición empírica inglesa, es un opositor de la supuesta tradición racionalista de la escuela austriaca, pero Menger hizo fuertes críticas al racionalismo en sus obras en un sentido similar al de Hayek. Enfatizó la idea de que hay varias instituciones que no fueron creadas deliberadamente, tienen una especie de «sabiduría superior» y cumplen funciones importantes para la sociedad. También habló sobre Burke y la tradición inglesa para sostener estas posiciones. Al decir que la teoría política libertaria es una parte integral de la escuela austriaca y suponiendo que Hayek no es un libertario, Block excluye a Menger de la escuela austriaca una vez que Menger parece defender una actividad estatal más amplia que Hayek, por ejemplo, los impuestos progresivos y la mano de obra extensa legislación.
Los economistas de la orientación hayekiana suelen estar afiliados al Instituto Cato (que tiene asociados de diferentes tendencias austriacas), la Universidad George Mason (UGM) y la Universidad de Nueva York, entre otras instituciones. Incluyen a Peter Boettke, Roger Garrison, Steven Horwitz, Peter Leeson y George Reisman. Los economistas de la orientación rothbardiana incluyen a Walter Block, Hans-Hermann Hoppe, Jesús Huerta de Soto (ecléctico entre hayekiano y rothbardiano) y Robert P. Murphy, cada uno de los cuales está asociado con el Instituto Mises (al que están asociados austriacos de ambas tendencias) y algunos de ellos también con instituciones académicas. Según Murphy, se firmó una «tregua entre (por falta de mejores términos) los austrolibertarios de la UGM y los austrolibertarios de Auburn» alrededor de 2011.

### Influencia intelectual

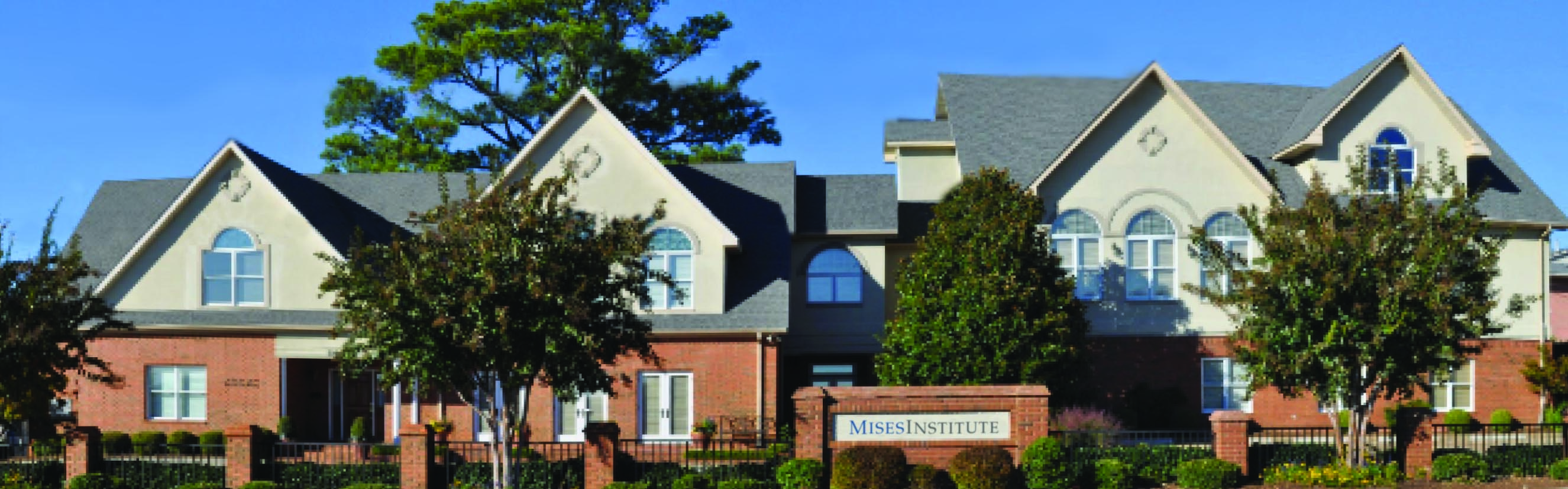
Campus del Instituto Mises, en Auburn, Alabama.

Muchas teorías desarrolladas por los economistas austriacos de la «primera ola» han sido absorbidas durante mucho tiempo por la economía ortodoxa. Estas incluyen las teorías de Carl Menger sobre la utilidad marginal, las teorías de Friedrich von Wieser sobre el costo de oportunidad y las teorías de Eugen Böhm von Bawerk sobre la preferencia temporal, así como las críticas de Menger y Böhm-Bawerk a la economía marxista.
El expresidente de la Reserva Federal de los Estados Unidos, Alan Greenspan, dijo que los fundadores de la escuela austriaca «llegaron muy lejos en el futuro desde que la mayoría de ellos practicaron y tuvieron un efecto profundo y, a mi juicio probablemente irreversible, en la forma en que la mayoría de los economistas tradicionales piensan en este país». En 1987, el Premio Nobel James M. Buchanan le dijo a un entrevistador: «No tengo objeciones porque me llamen austriaco. Hayek y Mises podrían considerarme austriaco pero, seguramente, algunos no lo harían». El economista chino Zhang Weiying apoya algunas teorías austriacas como la teoría austriaca del ciclo económico.
Actualmente, las universidades con una importante presencia austriaca son la Universidad George Mason, la Universidad de Nueva York, la Universidad Loyola Nueva Orleans y la Universidad de Auburn en los Estados Unidos; la Universidad Rey Juan Carlos en España; la Universidad Francisco Marroquín en Guatemala; la Escuela Superior de Economía y Administración de Empresas en Argentina. Las ideas económicas austriacas también son promovidas por organizaciones privadas como el Instituto Mises y el Instituto Cato.

### Relación con el libertarismo
Un número importante de intelectuales libertarios son estudiantes de la escuela austriaca de economía. Es necesario aclarar que la escuela austriaca y el libertarismo pertenecen a campos distintos del pensamiento, la primera es una teoría económica de «economía positiva» o descriptiva que indaga la causalidad de los fenómenos económicos y que no realiza juicios de valor moral sobre ellos, mientras el segundo es una teoría de «ética normativa» que propone unas normas de convivencia política y unos objetivos sociales entre los que suelen encontrarse propuestas de «economía normativa», es decir objetivos valorados como beneficiosos a alcanzar por medio de la actividad económica.
Como las teorías normativas conciben ideas y planes concretos para lograr fines determinados sobre la base de principios éticos o morales, esto puede convertirse en una fuente de importantes discrepancias entre los distintos ideales y juicios de valor. Por ello para muchos libertarios el análisis económico, descriptivo, resulta útil para reducir discrepancias pues puede usarse para decidir si unas políticas son o no más económicamente eficientes que otras. En resumen, una parte importante de los libertarios utiliza las herramientas analíticas de la escuela austriaca para verificar si sus propuestas normativas son viables (ver: utilitarismo, pragmatismo, consecuencialismo). A este sistema de economía normativa sustentado en la economía positiva de la escuela austriaca se lo llama «austrolibertarismo». Según el historiador Ralph Raico, desde su fundación en 1870 por el economista y jurista Carl Menger, la escuela austriaca tuvo etapas de acercamiento y alejamiento con el liberalismo económico, dándose el acercamiento definitivo en las primeras décadas del siglo XX especialmente por la obra intelectual del economista y filósofo de las ciencias sociales Ludwig von Mises, y gracias a la labor de sus diferentes discípulos pudo surgir el «austrolibertarismo» como movimiento de economía normativa aproximadamente por la década de 1970.

## Metodología

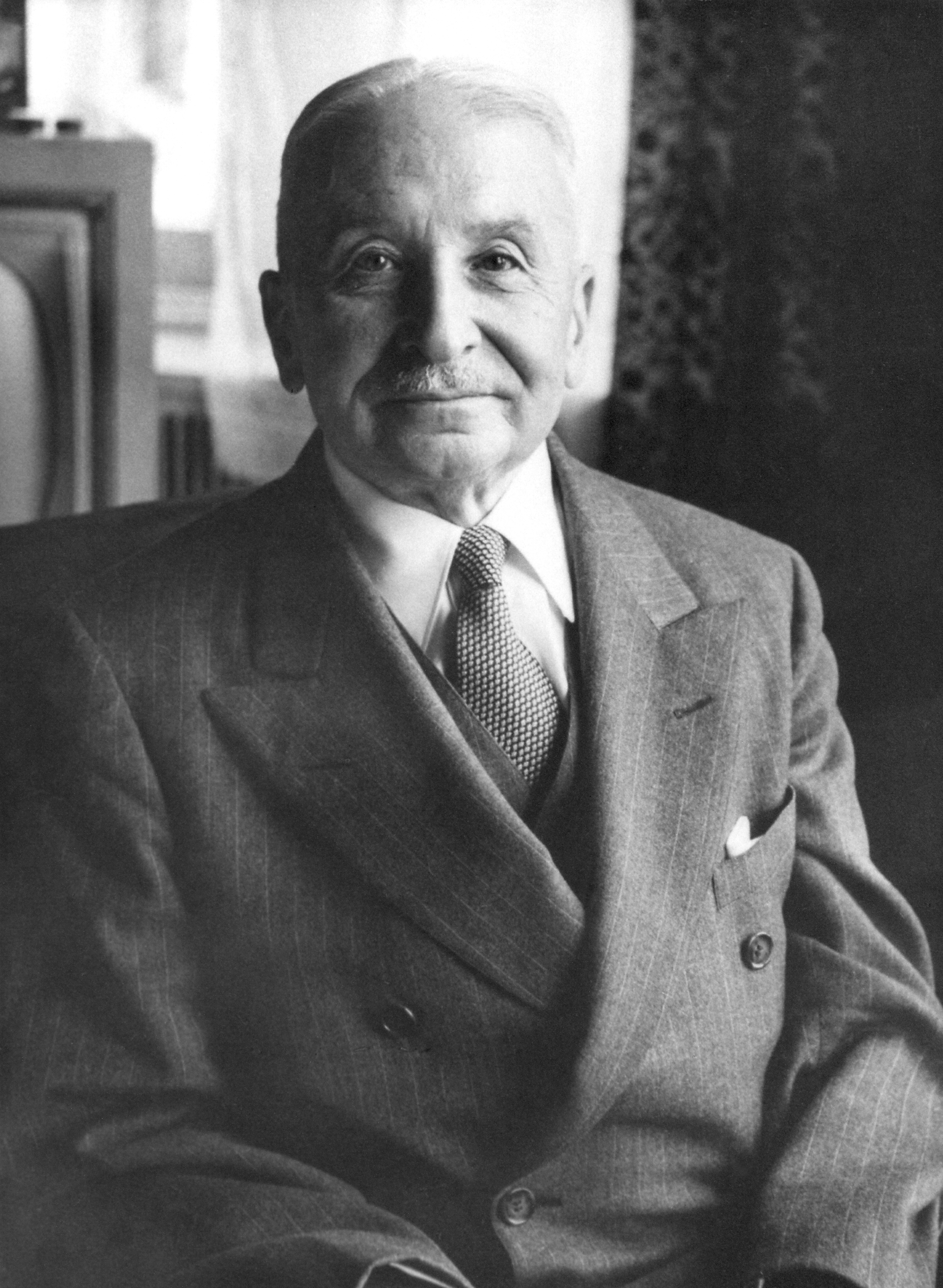
Ludwig von Mises

La metodología es donde la escuela austriaca difiere más significativamente de otras escuelas de pensamiento económico debido al énfasis de aquella en las reflexiones sobre filosofía de la economía. Las escuelas ortodoxas, tales como el keynesianismo o el monetarismo, adoptaron métodos empíricos, matemáticos y estadísticos y se centraron en la inducción para construir y probar teorías. Los economistas austriacos rechazaron los métodos estadísticos, los experimentos naturales y los experimentos construidos empíricos, para construir y probar teorías, y solo los aceptaron para ilustrar las teorías, al argumentar que, si bien esos métodos son apropiados para las ciencias naturales donde se pueden aislar factores en condiciones de laboratorio, las acciones de los seres humanos son demasiado complejas para este tipo de tratamiento porque las personas no son sujetos pasivos y no adaptables.
La escuela austriaca teoriza que las elecciones subjetivas de los individuos, incluyendo el conocimiento individual, el tiempo, las expectativas y otros factores subjetivos causan todos los fenómenos económicos. Los austriacos buscan entender la economía mediante el examen de las ramificaciones sociales de la elección individual, un enfoque llamado individualismo metodológico. Se diferencia de otras escuelas de pensamiento económico, que se han centrado en variables agregadas, análisis de equilibrio y grupos sociales en lugar de individuos.
En los siglos XX y XXI, los economistas con un linaje metodológico a la escuela austriaca temprana desarrollaron muchos enfoques diversos y orientaciones teóricas. Por ejemplo, Ludwig von Mises organizó su versión del enfoque subjetivista, al que llamó «praxeología» (filosofía de la acción humana), en un libro publicado en español como La acción humana en 1949. En él, Mises declaró que la praxeología podía usarse a nivel epistemológico para deducir las verdades económicas teóricas a priori (en el sentido kantiano de juicio sintético ''a priori'') y los experimentos mentales económicos deductivos podrían arrojar conclusiones que se derivan irrefutablemente de los supuestos subyacentes. Escribió que las conclusiones no se podían inferir de la observación empírica o del análisis estadístico y argumentó en contra del uso de probabilidades en los modelos económicos para construir y probar teorías. El método praxeológico se basa en el uso intensivo de la deducción lógica de lo que ellos argumentan que es innegable: los axiomas evidentes por sí mismos o hechos irrefutables sobre la existencia humana.
El economista austriaco Jeffrey Herbener ha afirmado que «no existen características estadísticas en el comportamiento humano. Es decidido al azar y variable antes que constante». Los austriacos praxeólogos o misesianos argumentan que, más bien, se debe aislar el proceso lógico de la acción humana. De acuerdo con los austriacos misesianos, la deducción es preferible a la inducción en la interpretación de la evolución económica, ya que si se realiza correctamente, conduce a ciertas conclusiones e inferencias que deben ser verdaderas si las suposiciones subyacentes son exactas. Los austriacos sostienen que la inducción no garantiza la seguridad como lo hace la deducción, ya que los datos económicos del mundo real son intrínsecamente ambiguos y sujetos a una multitud de influencias que no pueden ser separadas ni cuantificadas, una causa o la correlación con otra. Por ello, afirman que los métodos estadísticos empíricos, los experimentos naturales y los experimentos construidos no tienen forma de verificar la «causa y efecto» en los eventos económicos del mundo real, ya que los datos económicos pueden ser correlacionados a múltiples cadenas potenciales de causalidad.
La praxeología ha servido de base axiomático-deductiva no solo para la teoría económica sino también para hacer teoría sociológica que toma de la escuela austriaca su individualismo metodológico.
El filósofo Hans-Hermann Hoppe, formado previamente en la teoría de la comunicación y el lenguaje del filósofo Karl-Otto Apel, ha enfatizado la compatibilidad de los fundamentos metodológicos racionalistas de la escuela austriaca misesiana con las observaciones más contemporáneas en favor del «apriorismo» en la epistemología y la filosofía de la ciencia. Hoppe sostiene que el racionalismo kantiano, que es un elemento de la praxeología de Ludwig von Mises, aporta pocas pero más sólidas certezas a la ciencia económica que las metodologías de la llamada economía ortodoxa que, según Hoppe tiene puntos de vista relativistas en la definición de conocimiento y economía positiva (descriptiva).
Desde la época de Mises, mientras algunos pensadores austriacos han aceptado su enfoque praxeológico, otros han adoptado metodologías alternativas. Por ejemplo, Fritz Machlup, Friedrich Hayek y otros no tomaron el enfoque a priori fuerte de Mises a la economía. Ludwig Lachmann, un subjetivista radical, también rechazó en gran medida la formulación de la praxeología de Mises a favor del verstehende Methode («método interpretativo») articulado por Max Weber. Algunos austriacos tienen un punto de vista intermedio en el que apelan a hipótesis auxiliares intermedias no necesariamente derivadas de la praxeología y preservan la praxeología como núcleo central de la teoría económica.
En el siglo XX, varios austriacos incorporaron modelos y matemáticas en su análisis. El economista austriaco Steven Horwitz argumentó en el año 2000 que la metodología austriaca es consistente con la macroeconomía y que la macroeconomía austriaca puede expresarse en términos de fundamentos microeconómicos. El economista austriaco Roger Garrison escribe que la teoría macroeconómica austriaca se puede expresar correctamente en términos de modelos diagramáticos. En 1944, el economista austriaco Oskar Morgenstern presentó una esquematización rigurosa de una función de utilidad ordinal (el teorema de utilidad de Von Neumann-Morgenstern) en Theory of Games and Economic Behavior.

### Principios fundamentales
En 1981, Fritz Machlup enumeró los puntos de vista típicos del pensamiento económico austriaco:
- Individualismo metodológico: en la explicación de los fenómenos económicos, tenemos que volver a las acciones (o inacción) de los individuos; Los grupos o «colectivos» no pueden actuar excepto a través de las acciones de los miembros individuales. Los grupos no piensan; la gente piensa.
- Subjetivismo metodológico: en la explicación de los fenómenos económicos, tenemos que volver a los juicios y elecciones hechos por los individuos sobre la base de cualquier conocimiento que tengan o crean que tienen y las expectativas que tienen con respecto a los desarrollos externos y, especialmente, las consecuencias percibidas de sus acciones previstas.
- Gustos y preferencias: las valoraciones subjetivas de bienes y servicios determinan la demanda de los mismos, por lo que sus precios están influenciados por los consumidores (reales y potenciales).
- Costos de oportunidad: los costos con los que los productores y otros actores económicos calculan reflejan las oportunidades alternativas que deben abandonarse;Como los servicios productivos se emplean para un propósito, todos los usos alternativos deben ser sacrificados.
- Marginalismo: en todos los diseños económicos, los valores, los costos, los ingresos, la productividad, etc. están determinados por la importancia de la última unidad agregada o restada del total.
- Estructura temporal de la producción y el consumo: las decisiones de ahorro reflejan «preferencias temporales» con respecto al consumo en el futuro inmediato, distante o indefinido, y se realizan inversiones en vista de los mayores resultados que se esperan obtener si se realizan más procesos de producción que requieran más tiempo.

Incluyó dos principios adicionales sostenidos por la rama de economía austriaca de Mises:
- Soberanía del consumidor: la influencia que los consumidores tienen en la demanda efectiva de bienes y servicios y a través de los precios que dan como resultado mercados libres y competitivos, en los planes de producción de los productores e inversionistas, no es solo un hecho difícil sino también un objetivo importante, que solo puede alcanzar evitando por completo la interferencia gubernamental en los mercados y las restricciones a la libertad de vendedores y compradores para seguir su propio juicio con respecto a las cantidades, calidades y precios de los productos y servicios.
- Individualismo político: solo cuando los individuos tengan plena libertad económica será posible asegurar la libertad política y moral. Las restricciones a la libertad económica conducen, tarde o temprano, a una extensión de las actividades coercitivas del estado al dominio político, socavando y eventualmente destruyendo las libertades individuales esenciales que las sociedades capitalistas pudieron lograr en el siglo XIX.

## Contribuciones al pensamiento económico
Algunos aportes de la escuela austriaca al pensamiento económico son las teorías sobre la Neutralidad del dinero, las tasas de interés y de beneficios son determinados por la interacción de una decreciente utilidad marginal con una decreciente productividad marginal del tiempo y de las preferencias temporales. La teoría austriaca del ciclo económico propone que la estructura del capital de las economías consiste en bienes heterogéneos que tienen usos multiespecíficos que deben ser alineados y enfatiza el poder organizativo del mecanismo de precios (véase debate sobre el cálculo económico). Esto entre otras aportaciones.

### Costo de oportunidad

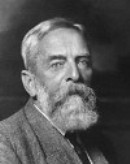
Friedrich von Wieser

La doctrina del costo de oportunidad fue formulada explícitamente por primera vez por el economista austriaco Friedrich von Wieser a fines del siglo XIX. El costo de oportunidad es el costo de cualquier actividad medida en términos del valor de la siguiente mejor alternativa perdida (que no se elige). Es el sacrificio relacionado con la segunda mejor opción disponible para alguien o grupo, que ha elegido entre varias opciones mutuamente excluyentes.
El costo de oportunidad es un concepto clave en la economía convencional y se ha descrito como una expresión de «la relación básica entre la escasez y la elección». La noción de costo de oportunidad juega un papel crucial para garantizar que los recursos se utilicen de manera eficiente.

### Capital e interés

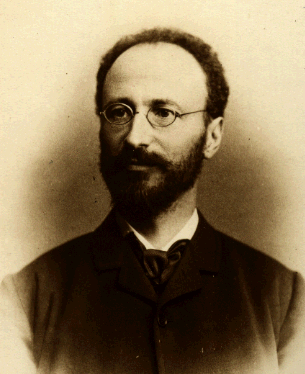
Eugen Böhm-Bawerk

La teoría austriaca de capital e interés fue desarrollada por primera vez por Eugen Böhm von Bawerk. Afirmó que las tasas de interés y las ganancias están determinadas por dos factores, a saber, la oferta y la demanda en el mercado de bienes finales y la preferencia temporal.
La teoría de Böhm-Bawerk compara la intensidad de capital con el grado de rodeos («roundaboutness») de los procesos de producción. Böhm-Bawerk también argumentó que la ley de utilidad marginal implica necesariamente la ley clásica de costos.
Se debe a la aplicación de las teorías de Eugen von Böhm-Bawerk, en su conocida monografía La conclusión del sistema marxiano, la refutación de la teoría marxista del valor-trabajo y el concepto de plusvalía, ante una evidente contradicción que se producía en su aplicación cuando la llamada tasa de ganancia no cumplía la predicción de Karl Marx en su tendencia decreciente, sino que por el contrario, se incrementaba. Dicha contradicción fue reconocida por Marx en el tercer volumen de su compleja obra El capital, respondiendo en consecuencia que si bien dicha aparente contradicción se registra en casos puntuales, en la economía general luego se superan manteniendo vigente su sistema, lo que lo llevó a introducir una modificación notable en este: la ley del valor (que afirma 'las mercancías se intercambian por su valor') ya no ha de cumplirse en cada caso individual, sino a escala general considerando el sistema económico en su conjunto. Böhm-Bawerk constató que estos "casos puntuales" eran en realidad prácticamente todos, y que la explicación de los precios en función de la medida media del valor del trabajo "socialmente necesario" se remitía nuevamente a los precios mismos volviendo al método marxista una petición de principio. La obra ha hecho famoso a Böhm-Bawerk, y mostrado los rasgos deliberadamente críticos de la escuela austriaca.

### Inflación
En la definición de Mises, la inflación es un aumento en la oferta de dinero:

En la investigación teórica solo hay un significado que se puede asociar racionalmente a la expresión Inflación: un aumento en la cantidad de dinero (en el sentido más amplio del término, para incluir también los medios fiduciarios), que no se compensa con una el correspondiente aumento en la necesidad de dinero (nuevamente en el sentido más amplio del término), de modo que debe ocurrir una caída en el valor de cambio objetivo del dinero.

Hayek señaló que la estimulación inflacionaria explota la demora entre un aumento en la oferta monetaria y el consiguiente aumento en los precios de los bienes y servicios:

Y dado que cualquier inflación, aunque sea modesta al principio, puede ayudar al empleo solo en la medida en que se acelere, adoptada como un medio para reducir el desempleo, lo hará durante cualquier período de tiempo solo mientras acelera. La inflación «suave» constante no puede ayudar, solo puede llevar a una inflación absoluta. Esa inflación a una tasa constante pronto deja de tener algún efecto estimulante, y al final simplemente nos deja con una acumulación de adaptaciones retrasadas, es el argumento concluyente contra la inflación «leve» representada como beneficiosa incluso en los libros de texto de economía estándar.

### Problema del cálculo económico

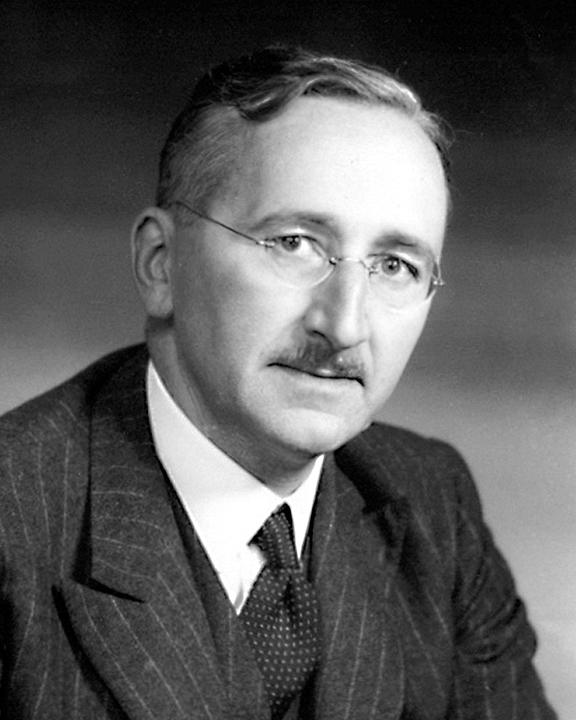
Friedrich Hayek

El problema del cálculo económico se refiere a una crítica del socialismo que Max Weber declaró por primera vez en 1920. Posteriormente, Mises discutió la idea de Weber con su estudiante Friedrich Hayek, quien la desarrolló en varias obras, entre ellas Camino de servidumbre. El problema se refiere a los medios por los cuales los recursos se asignan y distribuyen en una economía. El enfoque de Mises es que el cálculo económico es un problema de «feedback» de las apuestas empresariales, un cálculo (o especulación) de ganancias y pérdidas que los precios permiten evaluar a posteriori de la acción empresarial. Mientras el enfoque de Hayek es que el cálculo económico es un problema de información dispersa de alocación de recursos y preferencias del consumidor que los precios permiten conectar antes de la acción empresarial.
Mises argumentó en un ensayo de 1920 «El cálculo económico en el sistema socialista» que los sistemas de precios en las economías socialistas eran necesariamente deficientes porque si el Estado poseía los medios de producción, no se podían obtener precios para los bienes de capital, ya que eran simplemente transferencias internas de bienes en un sistema socialista y no «objetos de intercambio», a diferencia de bienes finales. Por lo tanto, no tenían precio y, por lo tanto, el sistema sería necesariamente ineficiente, ya que los planificadores centrales no sabrían cómo asignar los recursos disponibles de manera eficiente. Esto lo llevó a escribir «que la actividad económica racional es imposible en una comunidad socialista».
En su conocido libro El socialismo donde expone su argumento contra las teorías comunistas al tiempo que justifica la propiedad privada en términos económicos, demostrando que solo esta posibilita la libre formación de precios en un mercado, y esto otorga a quienes intervienen en él información sobre la escasez y utilidad de un bien económico. Para la teoría austriaca misesiana solo con propiedad privada será posible minimizar la escasez, que la escuela austriaca considera como propiamente humana. Sin propiedad privada habrá, declara Mises, un irracional manejo de la escasez. Mises afirma que será imposible en ausencia de precios.
La teoría austriaca hayekiana enfatiza el poder organizador de los mercados. Hayek afirmó que los precios de mercado reflejan información, cuya totalidad no es conocida por un solo individuo, lo que determina la asignación de recursos en una economía. Debido a que los sistemas socialistas carecen de los incentivos individuales y los procesos de descubrimiento de precios mediante los cuales los individuos actúan sobre su información personal, Hayek argumentó que los planificadores económicos socialistas carecen de todo el conocimiento requerido para tomar decisiones óptimas. Aquellos que están de acuerdo con esta crítica lo ven como una refutación del socialismo, mostrando que el socialismo no es una forma viable o sostenible de organización económica. El debate adquirió prominencia en las décadas de 1920 y 1930 y ese período específico del debate ha llegado a ser conocido por los historiadores del pensamiento económico como el debate sobre el cálculo socialista.

### Ciclo económico
La teoría austriaca del ciclo económico (TACE) se centra en la emisión de crédito por parte de los bancos como la causa de las fluctuaciones económicas. Aunque más tarde fue elaborada por Hayek y otros, la teoría fue expuesta por primera vez por Mises, quien creía que los bancos otorgan créditos a tasas de interés artificialmente bajas, lo que hace que las empresas inviertan en procesos de producción relativamente indirectos. Mises declaró que esto lleva a una mala asignación de recursos que él llamó «mala inversión». Hayek, mediante la integración de la teoría del capital y el interés de Böhm-Bawerk con los argumentos de Mises sobre cómo una expansión de la oferta monetaria o manipulación gubernamental de las tasas de interés contribuye a la desinversión.
Según la teoría, un ciclo de auge y caída de desinversión es generado por una expansión excesiva e insostenible del crédito para las empresas y los prestatarios individuales por parte de los bancos. Esta creación crediticia hace que parezca como si la oferta de "fondos ahorrados" lista para invertir hubiera aumentado; sin embargo, el efecto es el mismo: la oferta de fondos con fines de inversión y la tasa de interés es disminuida. Los prestatarios, en definitiva, son inducidos a error por la inflación bancaria al creer que la oferta de fondos ahorrados es mayor de lo que realmente es. Cuando el grupo de «fondos ahorrados» aumenta, los empresarios invierten en «procesos de producción más largos», es decir, la estructura del capital es alargada. Los prestatarios toman sus fondos recientemente adquiridos y hacen subir los precios de los bienes de capital y de otros bienes, lo que, en teoría, estimula un cambio de la inversión de bienes de consumo a bienes de capital. Los economistas austriacos afirman además que este cambio es insostenible y debe revertirse en el momento oportuno. Así, llegan a la conclusión de que cuanto más continúe el cambio insostenible, más violento y perturbador será el proceso necesario de reajuste.
En el siglo XXI Roger Garrison y Robert Murphy han continuado el estudio de la teoría austríaca del ciclo económico, a la que han incluido aproximaciones desde la macroeconomía.

### Rol distorsionador del Estado

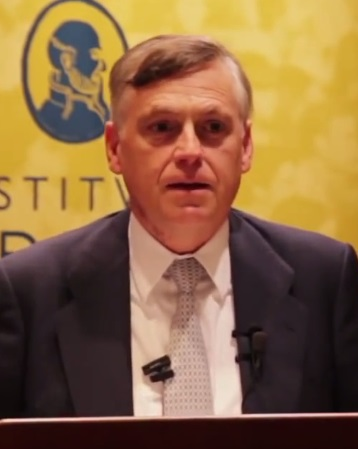
Jesús Huerta de Soto

Según Ludwig von Mises, los bancos centrales permiten a los bancos comerciales financiar préstamos a tasas de interés artificialmente bajas, lo que produce una expansión insostenible del crédito bancario e impide cualquier contracción posterior. Friedrich Hayek no estaba de acuerdo. Antes de la década de 1970, Hayek no favorecía el laissez faire en la banca y dijo que una industria bancaria libremente competitiva tiende a ser desestabilizadora endógena y procíclica, imitando los efectos que Rothbard atribuyó a la política del banco central. Hayek afirmó que la necesidad del control de la banca central era inevitable. Hayek cambiaría de perspectiva posteriormente.
Aunque la mayor parte de los austriacos están en contra de las monedas de curso forzoso como política económica, en parte importante de los círculos austriacos se apoya la regulación que impide la banca de reserva fraccional debido a que consideran que permitirla sería la liberalización de una estafa y el germen de los ciclos económicos. Adherentes notables de esta perspectiva son Murray Rothbard y Jesús Huerta de Soto.

### Empresarialidad

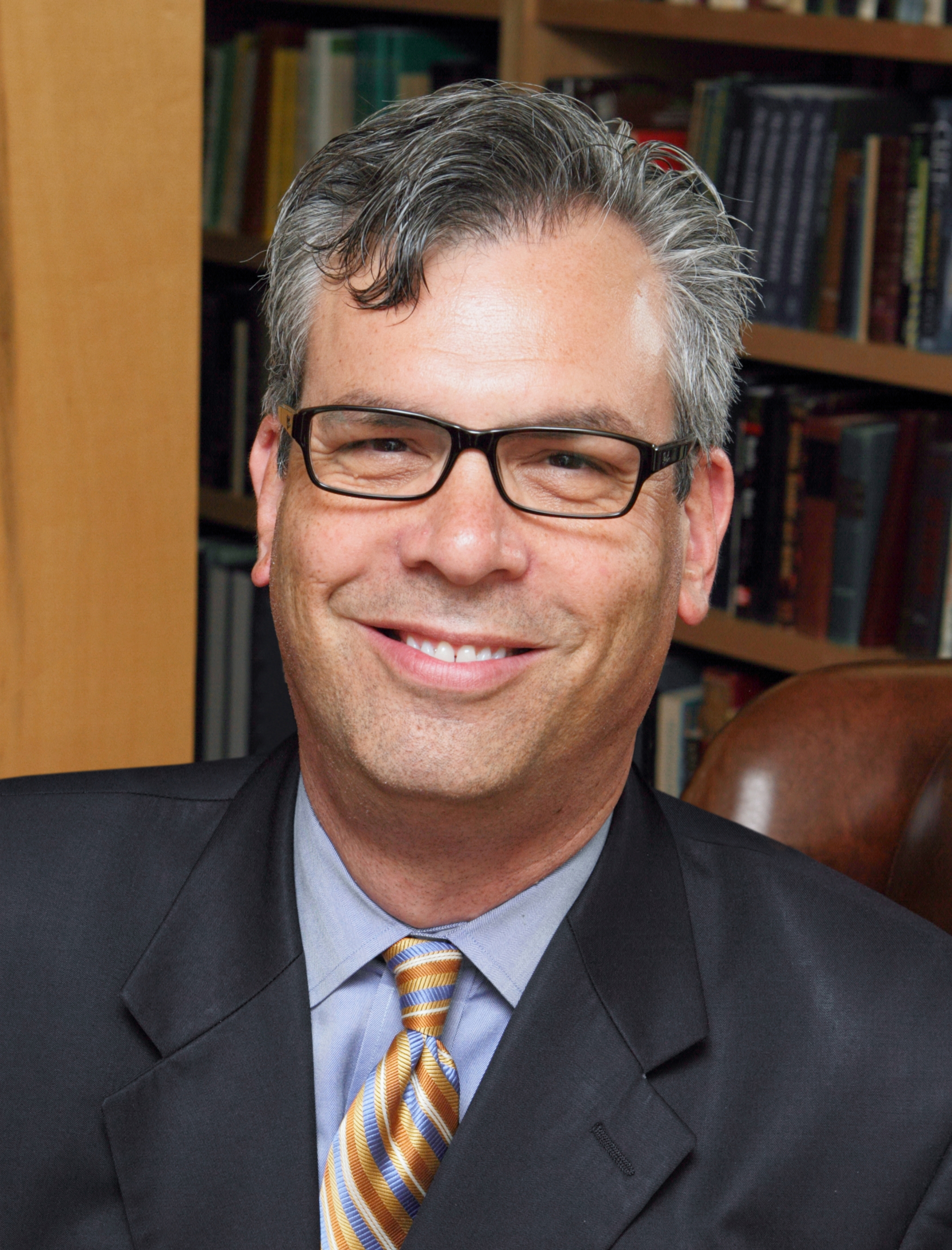
Peter G. Klein

Los economistas austriacos enfatizan la «empresarialidad» o «función empresarial», ya sea para perturbar la configuración actual y moverla hacia un nuevo estado de equilibrio, en el caso de Schumpeter o para detectar y corregir desequilibrios, como plantea Kirzner. Normalmente se considera que la empresarialidad es equivalente al concepto de acción humana de Mises (praxeología), aplicado especialmente a los negocios. Un notable referente contemporáneo de la teoría austriaca del emprendimiento es Peter G. Klein.

### Proceso de mercado
Este es un enfoque desarrollado por los economistas de la escuela austriaca que pone el énfasis en el mercado como un proceso, en contraposición a las teorías del equilibrio neoclásico que lo describen como un determinado estado o configuración de precios, cantidades y calidades determinadas.

### Orden espontáneo
Esta teoría se ha desarrollado con más importancia en el sector de la escuela austriaca con mayor influencia de Hayek, quien a su vez fue influenciado en esto por la Escuela Escocesa. A esta teoría este sector le da un énfasis central a la hora de hacer teoría económica. Mientras para el sector mayoritario de la escuela austriaca, con mayor influencia de Mises, esta teoría es secundaria y más bien enfatizan teorizar la economía sobre la base del concepto de acción humana. El precursor del concepto de orden espontáneo es Mandeville, y profundizada más tarde por los economistas escoceses Adam Ferguson, David Hume y Adam Smith. Sintéticamente estos autores demuestran que algunas de las instituciones fundamentales de la vida social surgen "como consecuencia de la acción humana, pero no por el designio humano". Corresponde a Carl Menger la demostración de que el dinero es una institución surgida evolutivamente, sin ninguna planificación. Otros ejemplos a los que suele aplicarse la teoría del orden espontáneo son el lenguaje, el derecho y hasta el «fenómeno wiki» en el que hoy contribuyen millones de personas.

## Debates entre la economía austriaca y la economía neoclásica

### Sobre el método en la economía
La visión austriaca del sistema de mercado difiere de la empleada por la economía neoclásica. Los economistas ortodoxos, en general, sostienen que las conclusiones alcanzadas por pura deducción lógica son limitadas y débiles. Los economistas Bryan Caplan y Paul Samuelson han afirmado que esta metodología ha llevado a la escuela austríaca a ser normalmente desestimada por las corrientes económicas dominantes.
Mientras, la escuela austriaca, de filosofía contraria a la corriente principal de la teoría neoclásica, ha sido muy influyente por su cuestionamiento de la teoría del comportamiento de dicha corriente. Los austriacos rechazan la posibilidad de que los consumidores sean indiferentes entre distintas opciones: la teoría neoclásica dice que es posible, mientras que Mises lo rechazó por considerarlo «imposible de observar en la práctica». Mises sostuvo que las funciones de utilidad son ordinales y no cardinales; por lo tanto, solo se puede clasificar las preferencias y no es posible medir su intensidad. Los austríacos rechazan las conclusiones basadas en la utilidad cardinal y critican a la economía ortodoxa por aceptar la cardinalidad, a pesar de que los economistas neoclásicos suelen indicar que su trabajo solo es válido para las preferencias ordinales. Mises argumentó que las «probabilidades» numéricamente exactas nunca podrían ser asignadas a los casos singulares, debido a que la confluencia única de eventos en cada momento de tiempo en los mercados reales hace que la asignación de probabilidades "objetivas" sea poco realista, ya que estos eventos son intrínsecamente únicos y no capaces de ser incluidos en modelos probabilísticos numéricos. Mises sostenía que la aplicación de la incertidumbre probabilística requeriría de la capacidad de reproducir con exactitud los acontecimientos objetivamente similares para obtener una comprensión exacta de la gama de resultados probabilísticos de cualquier evento y esto no es posible en los mercados reales, donde los acontecimientos pasados de mercado afectan íntimamente el presente y el futuro.
El economista austriaco Steven Horwitz afirma que la metodología de la escuela austriaca es consistente con la macroeconomía y que esta puede ser expresada en términos de fundaciones microeconómicas. Mientras que el economista austriaco Roger Garrison sostiene que la teoría macroeconómica austriaca puede ser correctamente expresada en términos de modelos diagramáticos.
La posición de esta escuela es considerada heterodoxa en la teoría económica actual. Los economistas austriacos critican la metodología neoclásica. Mientras que la mayoría de economistas usa generalmente modelos económicos y métodos estadísticos para modelar el comportamiento económico, los economistas de la escuela austriaca argumentan que son medios imperfectos, poco fiables e insuficientes para analizar el comportamiento económico y evaluar teorías económicas. Así, se oponen a la utilización de los métodos de las ciencias naturales para el estudio de las acciones humanas y prefieren utilizar el individualismo metodológico y métodos lógicos deductivos basados en la introspección. Por este motivo, muchos economistas suelen ser críticos con esta escuela, pues aducen que los métodos que usan, para producir sus teorías no son resultado de análisis empíricos, de manera que difieren radicalmente de las prácticas habituales en economía, que usan el método científico como base para sus estudios.
Según el economista de la escuela austriaca Peter Boettke, la posición de la escuela austriaca al interior de la profesión económica ha cambiado varias veces de tradicional a heterodoxa y, ahora, mantiene una posición claramente minoritaria.

### Sobre el ciclo económico
La teoría austríaca de los ciclos económicos varía significativamente de las teorías ortodoxas y es generalmente rechazada por los economistas ortodoxos. A diferencia de las teorías dominantes sobre los ciclos económicos, los austriacos se centran en el ciclo crediticio como la causa primaria de la mayoría de ciclos económicos. Economistas tales como Gordon Tullock, Bryan Caplan, Milton Friedman, y Paul Krugman han declarado que consideran incorrecta la teoría. 
La investigación empírica con respecto a la exactitud de la teoría austriaca del ciclo económico ha generado conclusiones dispares, pues una parte de la investigación dentro de la economía ortodoxa relativa a esta teoría concluye que es incompatible con la evidencia empírica, mientras para otros investigadores la evidencia empírica es consistente con la teoría austriaca. En 1969, Milton Friedman afirmó que la teoría no es consistente con la evidencia empírica. Analizó el tema con nuevos datos en 1993 y llegó a la misma conclusión. En 2001, el economista austríaco James P. Keeler dijo que la teoría es consistente con la evidencia empírica. En 2006, el economista austríaco Robert Mulligan también declaró que la teoría es consistente con la evidencia empírica.
Según la mayoría de historiadores económicos ortodoxos, las economías han experimentado menos ciclos de auge severos después de la Segunda Guerra Mundial, porque los gobiernos han abordado el problema de las recesiones económicas. Afirman que esto ha sido especialmente verdad desde los años 1980 cuando se concedió mayor independencia a los bancos centrales y empezaron a usar políticas monetarias para estabilizar el ciclo económico, un evento conocido como la Gran Moderación.
Aunque concuerda con el economista Tyler Cowen, Bryan Caplan ha indicado que él también niega «que las inversiones artificialmente estimuladas tienden a convertirse en desinversiones».
Mientras tanto los economistas austriacos que usan modelizaciones sostienen que la preferencia de los empresarios por inversiones a largo plazo pueden mostrarse gráficamente mediante el uso de cualquier modelo de flujo de fondos descontados. Menores tasas de interés aumentan el valor relativo de los flujos de caja que vienen en el futuro. Al modelar una oportunidad de inversión, si las tasas de interés están artificialmente bajos, los empresarios son inducidas a creer que el ingreso que recibirán en el futuro será suficiente para cubrir sus costos de inversión; por lo tanto, las inversiones que no tendrían sentido con un costo de fondos del 10 % se convertirán en viables con un tipo de interés de 5 %.